# Uroš I de Rascia

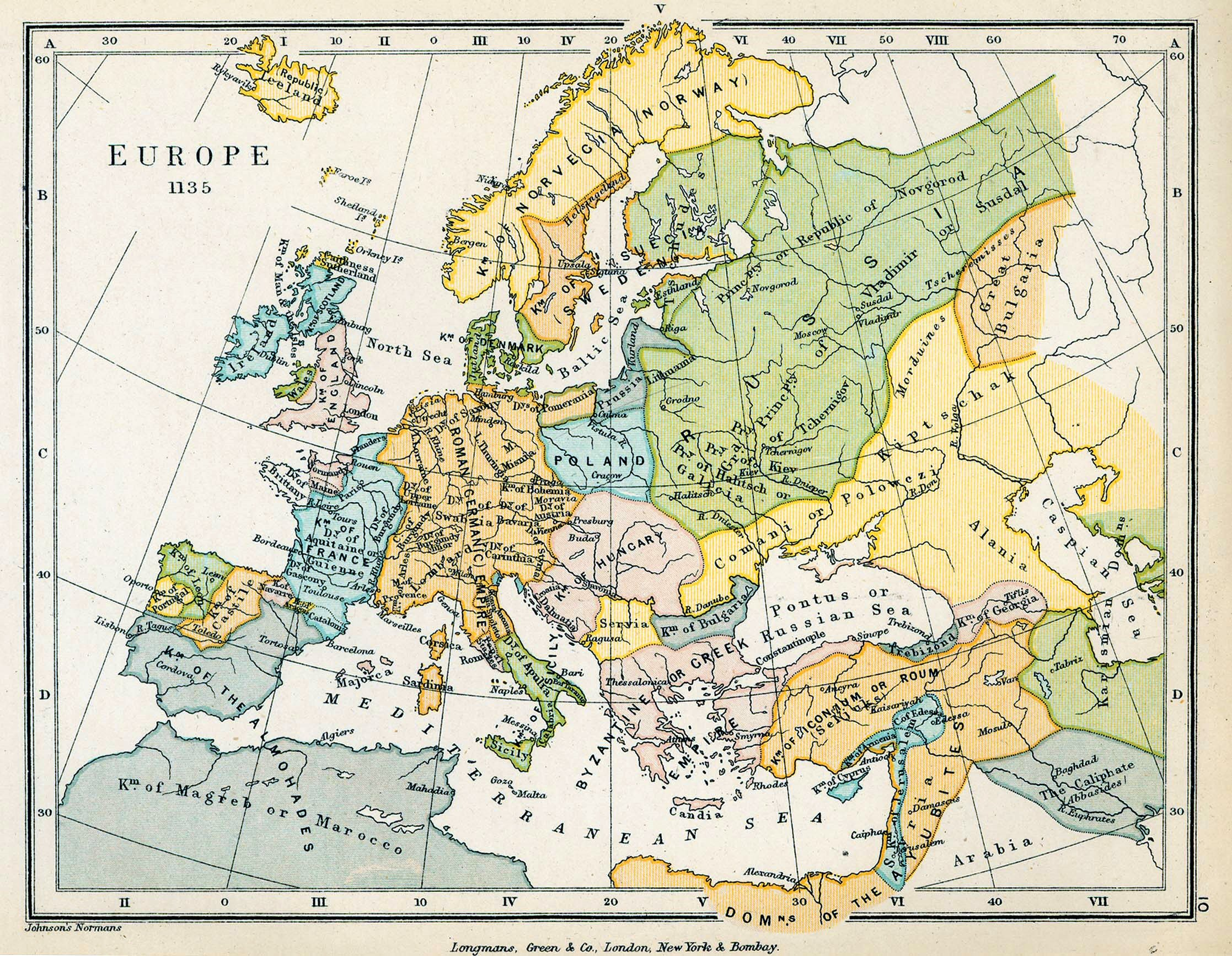
Mapa de Europa 1135

Uroš I de Rascia fue el gran príncipe (župan) del territorio homónimo, en un período de evolución de este, que pasó de territorio vasallo de Bizancio a Estado independiente, en el siglo XII.
Tuvo cuatro hijos, una mujer y tres varones: Helena, Desa, Beloš y Uroš. Hacia el final de su vida, el rey húngaro Esteban II decidió desposar a su heredero, Bela, con la hija de Uroš, que devino en consecuencia reina de Hungría. El desposorio tuvo lugar en el 1129 o 1130, antes del fallecimiento de Esteban.